# 4698 Jizera
A 4698 Jizera (ideiglenes jelöléssel 1986 RO1) a Naprendszer kisbolygóövében található aszteroida. Antonín Mrkos fedezte fel 1986. szeptember 4-én.